# Gare de Syon Lane
La gare de Syon Lane (en anglais : Syon Lane railway station), est une gare ferroviaire de la Hounslow Loop Line (en). Elle  est située sur la Syon Lane, à Isleworth dans le borough londonien de Hounslow sur le territoire du Grand Londres.
C'est une gare Network Rail desservie par des trains de la South Western Railway.

## Situation ferroviaire

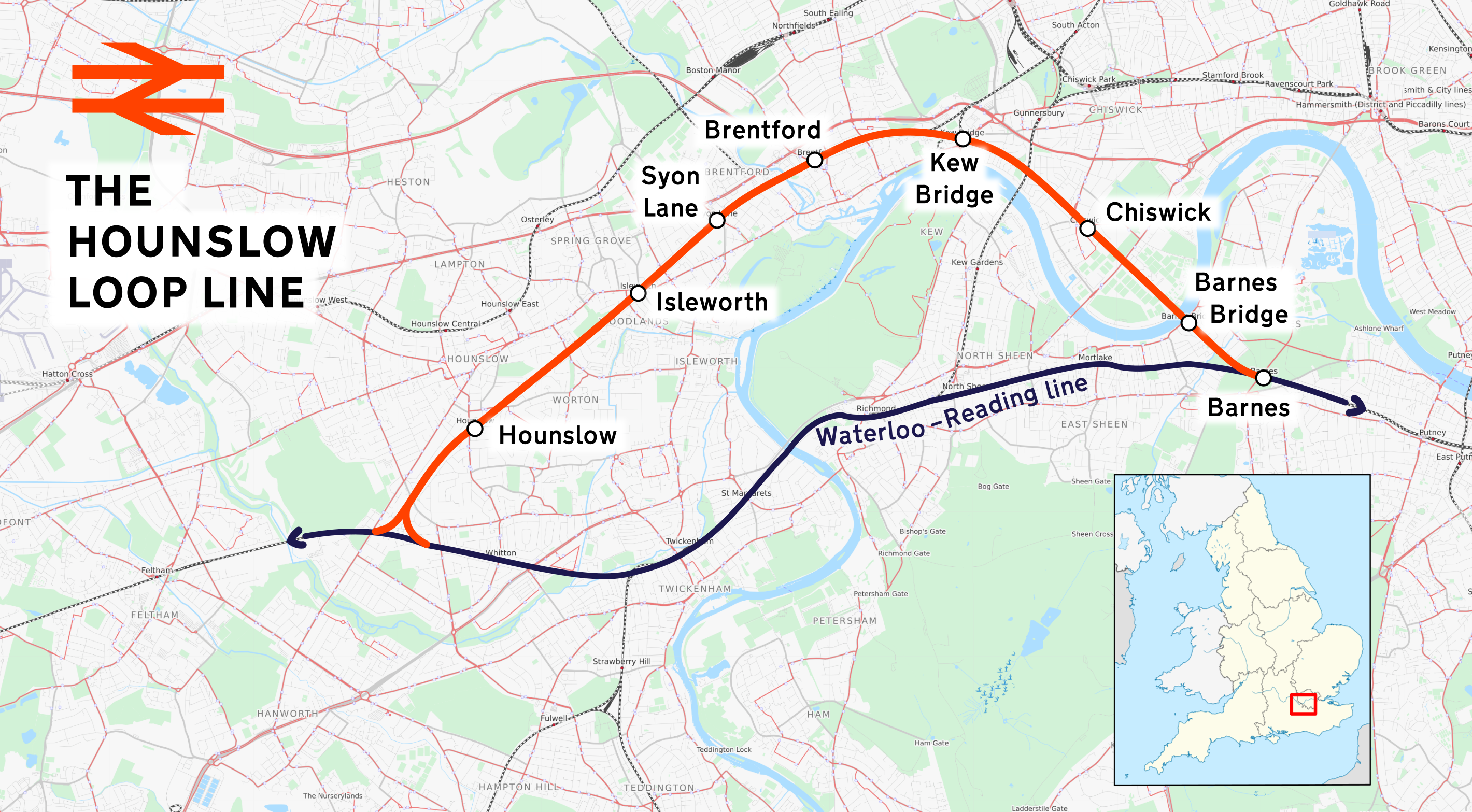
Plan de la Hounslow loop line

Gare de la  Hounslow Loop Line (en), elle est située entre les gares : de Isleworth, en direction de Hounslow, et de Brentford, en direction de Barnes.

## Service des voyageurs

### Desserte

Installations et desserte
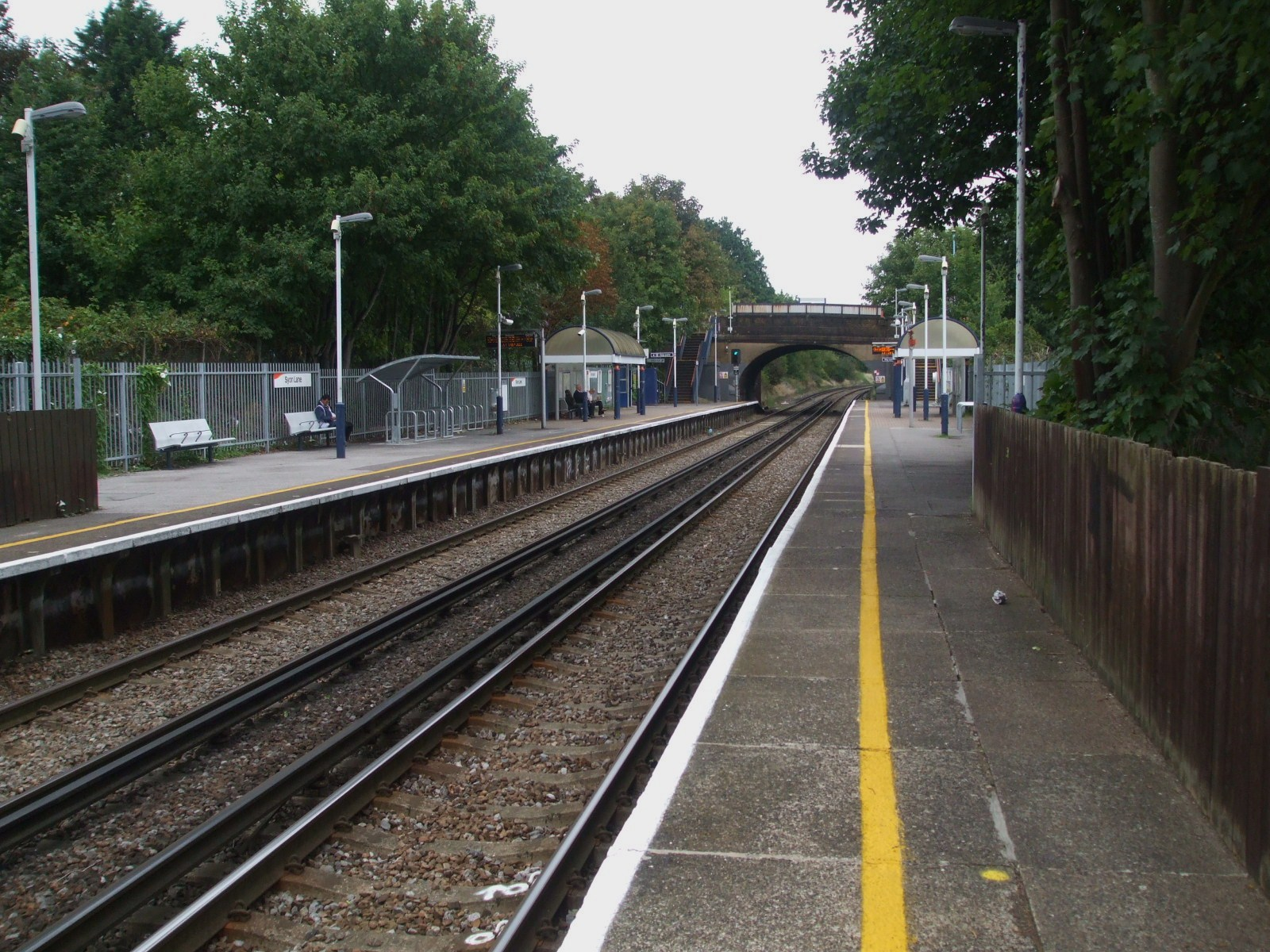
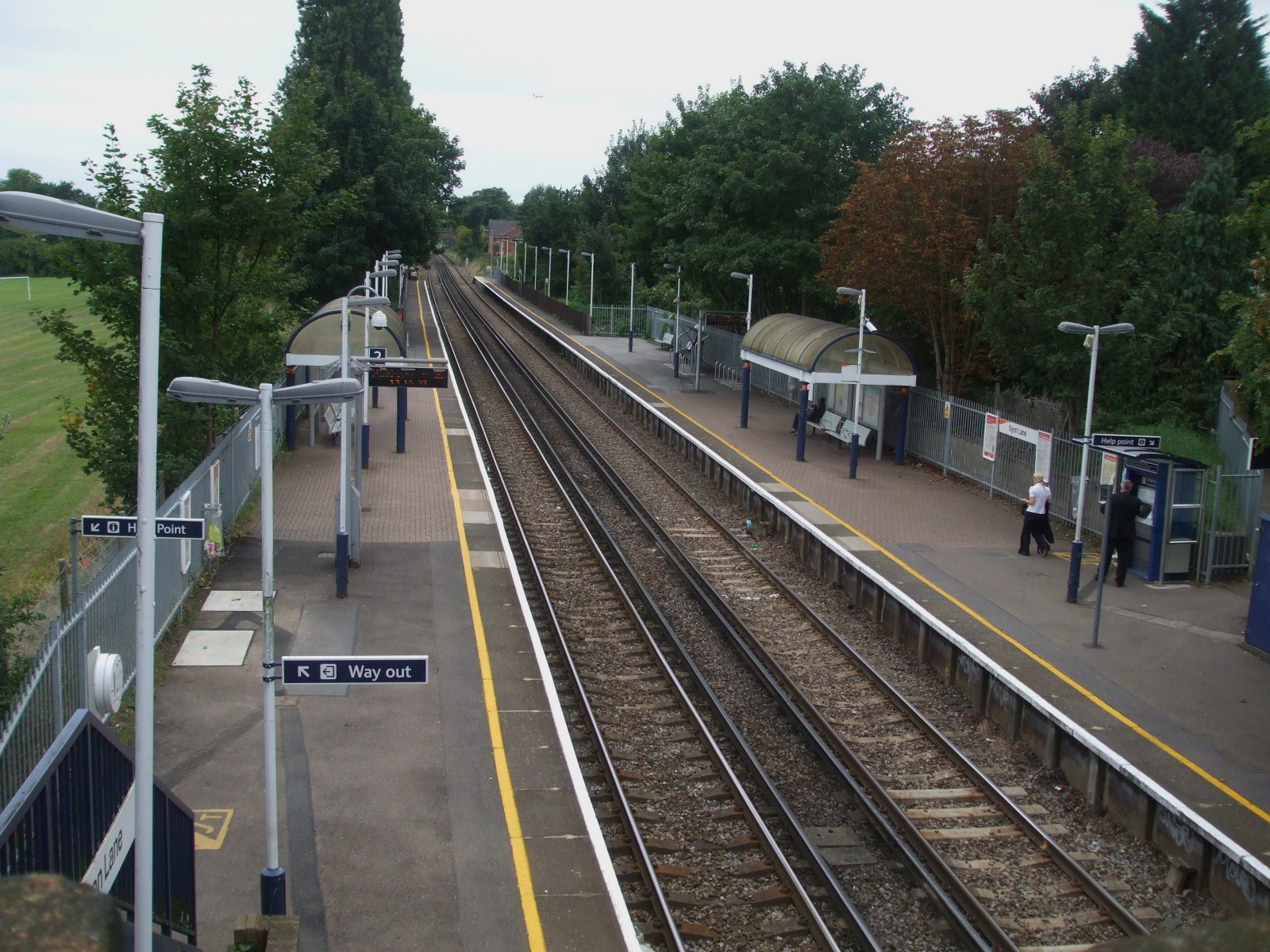
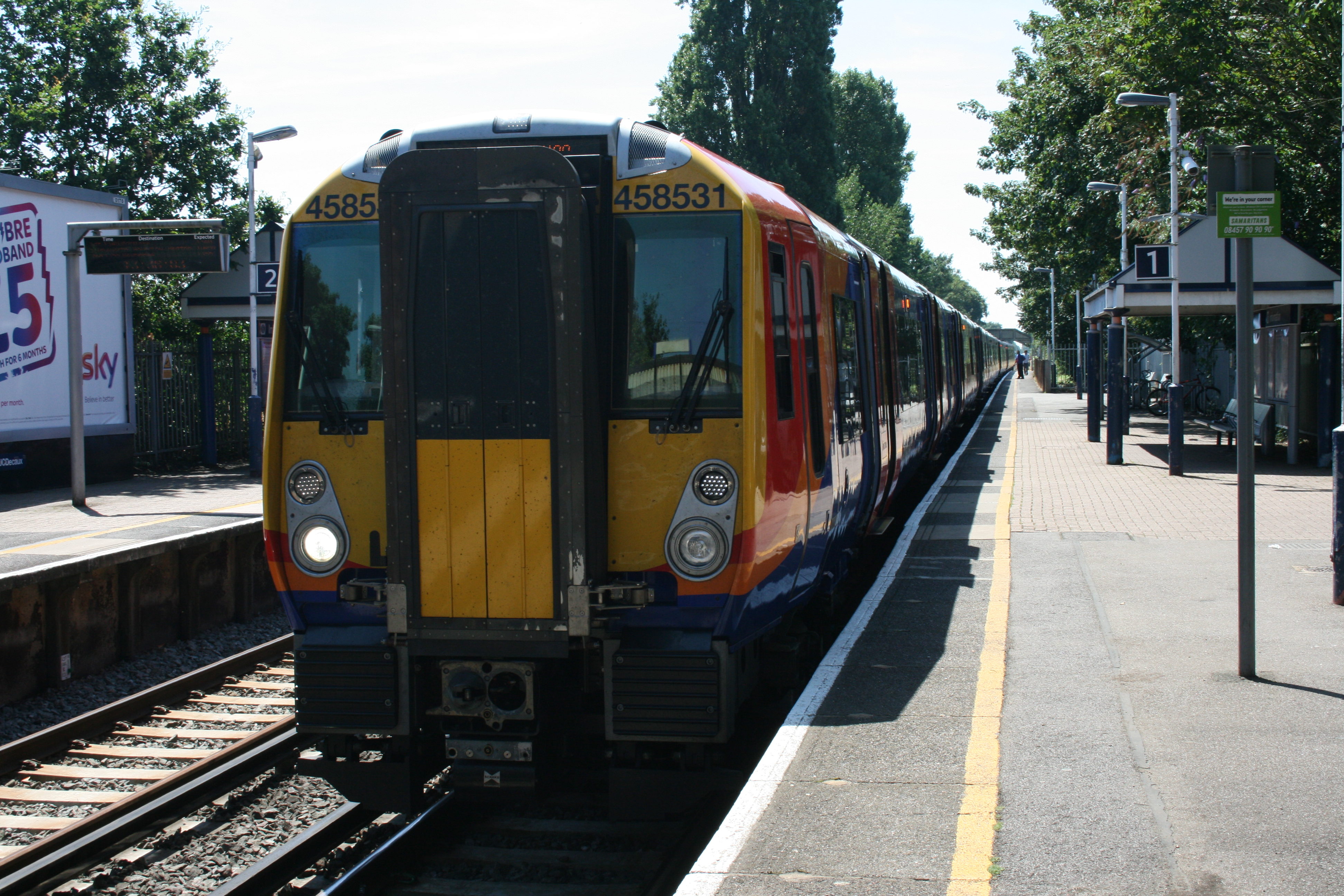